# Mannoheptulose
Le mannoheptulose est un cétose à sept atomes de carbone (heptose) qu'on trouve par exemple sous forme de D-mannoheptulose dans les avocats. C'est un inhibiteur de l'hexokinase, qui bloque par conséquent la phosphorylation du glucose en glucose-6-phosphate dans les cellules.